# Rizlen Zuak
Rizlen Al-Zuak (Beaune, 14 de mayo de 1986) es una deportista marroquí que compite en judo. Ganó seis medallas en el Campeonato Africano de Judo entre los años 2011 y 2016.

## Palmarés internacional
| Campeonato Africano | Campeonato Africano     | Campeonato Africano | Campeonato Africano |
| Año                 | Lugar                   | Medalla             | Categoría           |
| ------------------- | ----------------------- | ------------------- | ------------------- |
| 2011                | Dakar (Senegal)         | Medalla de bronce   | –63 kg              |
| 2012                | Agadir (Marruecos)      | Medalla de oro      | –63 kg              |
| 2013                | Maputo (Mozambique)     | Medalla de oro      | –63 kg              |
| 2014                | Puerto Louis (Mauricio) | Medalla de bronce   | –63 kg              |
| 2015                | Libreville (Gabón)      | Medalla de oro      | –63 kg              |
| 2016                | Túnez (Túnez)           | Medalla de plata    | –63 kg              |